# Bọ lá Gray
Bọ lá, tên khoa học là Phyllium bioculatum là một loài bọ lá (Phylliidae) có nguồn gốc từ phía tây Malaysia. Nó lần đầu tiên được mô tả bởi George Robert Gray vào năm 1832, đó là loài phasmid đầu tiên ông phát hiện ra. Bọ lá có cơ thể rất phẳng, cánh và chân không đều. Chúng thường dài khoảng 2-4 inches (5–10 cm). Tên tiếng Ba Lan là liściec dwuoki, xuất phát từ hai điểm nằm trên bụng chỉ ở loài này, cũng như tên khoa học (bioculatum có nghĩa là "hai mắt").

## Mô tả vật lý

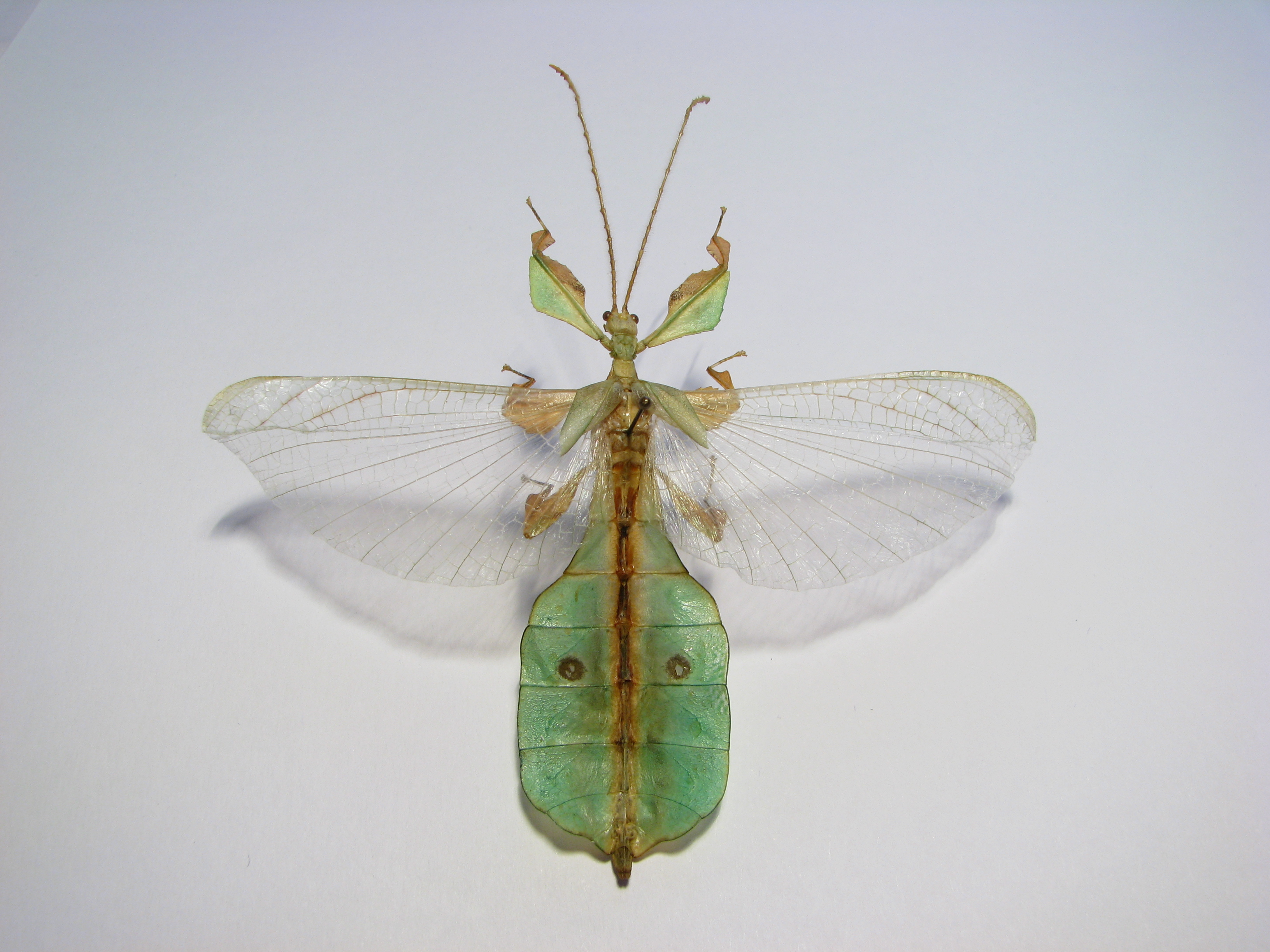
A closer view of a male P. bioculatum with its visible wings (note also the two namesake dots)

Loài côn trùng này có màu xanh lá cây, cơ thể rộng và chân thường có đốm. Cả con đực và con cái xuất hiện trong sắc thái của màu xanh lá cây, vàng và màu cam. Con đực dài khoảng 2,6 đến 3,7 inch (66 đến 94 mm). Râu của những con cái rất ngắn, trong khi râu của những con đực dài hơn. Con cái trưởng thành dài là 1,8-2,7 inch (46–69 mm).L oài này cũng có cánh sau được sử dụng để bay ở con đực, nhưng không được sử dụng ở con cái. Phyllium bioculatum non dài khoảng 2 cm (0,79 in), màu đỏ đậm và có bất động phản xạ. Chúng lột xác 5-6 lần trong suốt cuộc đời. Con cái có cơ thể nặng và không bay được, và đẻ khoảng 500 trứng trong suốt cuộc đời. Bụng hẹp tại gốc, và đốt chân của chân phía trước giãn ra.

## Sinh thái học
Chúng là động vật ăn cỏ di chuyển chậm và dựa trên ngụy trang của chúng để phòng chống động vật ăn thịt bao gồm các loài chim, động vật lưỡng cư và bò sát. Những con cái sống 4-7 tháng và con đực từ 3 tuần đến 1 tháng.

## Môi trường sống
Nó được tìm thấy chủ yếu ở vùng nhiệt đới và khu vực rừng nhiệt đới nơi với số lượng đầy đủ của thảm thực vật. Nó phổ biến ở Đông Nam Á, tại Borneo, Trung Quốc, Ấn Độ, Java, Malaysia, Singapore và Sumatra. Nó cũng được tìm thấy ở Madagascar, Mauritius và Seychelles.
Nhiệt độ ưa thích đối với các loài này là 24-28 °C (75-82 °F), mà vào ban đêm có thể làm giảm nhẹ 2-3 °C (thay đổi 4-5 °F). Nhiệt độ không ảnh hưởng đến các loài mạnh nhưng sẽ làm chậm phát triển. Điều quan trọng là nhiệt độ không giảm xuống dưới 22 °C (72 °F). Độ ẩm thấp có thể gây ra căng thẳng và chết.